# خره‌کش
خره‌کش، روستایی از توابع بخش احمدسرگوراب شهرستان شفت در استان گیلان ایران است.

## جمعیت
این روستا در دهستان احمد سرگوراب قرار دارد و براساس سرشماری مرکز آمار ایران در سال ۱۳۸۵، جمعیت آن ۵۹۶ نفر (۱۴۱خانوار) بوده‌است.